# 硫化铋
硫化铋是铋的硫化物，化学式Bi2S3，是辉铋矿的主要成分。它可用于生产其它铋化合物。

## 制备
Bi(III)盐的水溶液与硫化氢反应生成黑色的硫化铋沉淀：
{\displaystyle \mathrm {2\ Bi^{3+}+3\ H_{2}S\longrightarrow \ Bi_{2}S_{3}+6\ H^{+}} }
硫化铋也能通过铋与硫单质于500℃共热96小时制得。
{\displaystyle \mathrm {2\ Bi+3\ S\longrightarrow \ Bi_{2}S_{3}} }

## 性质
硫化铋溶于硝酸或热的浓高氯酸,但不溶于碱及硫化铵。硫化铋与硫化锑同晶，具有复杂的网状结构。
硫化铋也易溶于除氢氟酸以外的氢卤酸。